# 한승훈 (양궁인)
한승훈(1967년 11월 11일~)는 대한민국의 양궁 선수 출신 양궁 지도자이다. 선수시철 1992년 하계 올림픽 남자 개인전 과 단체전에 출전했으며, 은퇴 이후에는 현대제철 양궁단의 감독을 맡고 있다.